# Netelia meridionator
Netelia meridionator är en stekelart som beskrevs av Aubert 1960. Netelia meridionator ingår i släktet Netelia och familjen brokparasitsteklar. Inga underarter finns listade i Catalogue of Life.